# 马尼克普尔
马尼克普尔（Manikpur），是印度北方邦Pratapgarh县的一个城镇。总人口13455（2001年）。

## 人口
该地2001年总人口13455人，其中男性6967人，女性6488人；0—6岁人口2493人，其中男1317人，女1176人；识字率49.73%，其中男性为59.72%，女性为39.00%。